# Wolfgang Matt (Fussballspieler)
Wolfgang Matt (* 12. September 1962) ist ein ehemaliger liechtensteinischer Fussballspieler.

## Karriere

### Verein
In seiner Jugend spielte Matt für den FC Schaan, bei dem er dann in den Herrenbereich befördert wurde. Später wechselte er auf Leihbasis zum USV Eschen-Mauren. Nach seiner Rückkehr war er bis zu seinem Karriereende für den FC Schaan aktiv.

### Nationalmannschaft
Matt gab sein Länderspieldebüt für die liechtensteinische Fussballnationalmannschaft am 7. Juni 1984 beim 0:6 gegen Österreich im Rahmen eines Freundschaftsspiels, als er in der 71. Minute für Manfred Frick eingewechselt wurde. Sein zweites Länderspiel absolvierte er am 27. Mai 1994 im Freundschaftsspiel gegen die Schweiz.